# Erythem

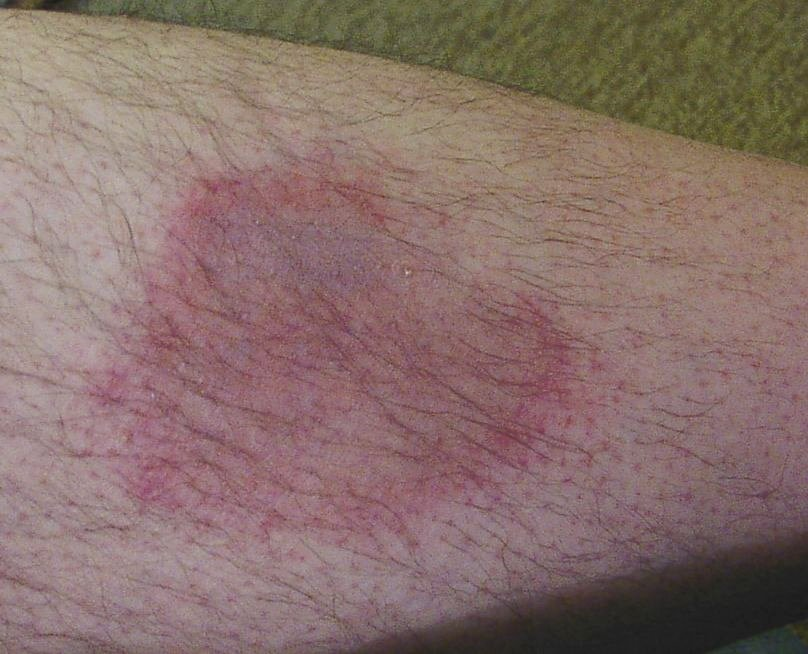
Erythem bei einer Lyme-Borreliose

Erythem (Erythema, von altgriechisch ἐρύθημα erýthēma ‚Röte‘, ‚Entzündung‘) ist ein dermatologischer Ausdruck für eine Hautrötung (früher auch Röte genannt) bedingt durch eine Mehrdurchblutung aufgrund einer Gefäßerweiterung, gelegentlich auch aufgrund der Nebenwirkung von Arzneimitteln wie z. B. ACE-Hemmern.

## Auftreten
Das Erythem kann in unterschiedlicher Größe, Farbintensität, Begrenzung und Dynamik auftreten.
Es kann ein Symptom bei verschiedenen Infektionskrankheiten, Hauterkrankungen und des Mastzellaktivierungssyndroms (MCAS) sein. Auch unter normalen Umständen treten Erytheme auf (zum Beispiel Schamröte: Erythema pudoris, „Affekterythem“, siehe Erröten).
Im Gegensatz zu Hautblutungen lässt sich ein Erythem vorübergehend durch Druck entfärben.
Eine Rötung, die über 90 % der Körperoberfläche betrifft, wird als Erythrodermie bezeichnet.